# マグネシウム合金

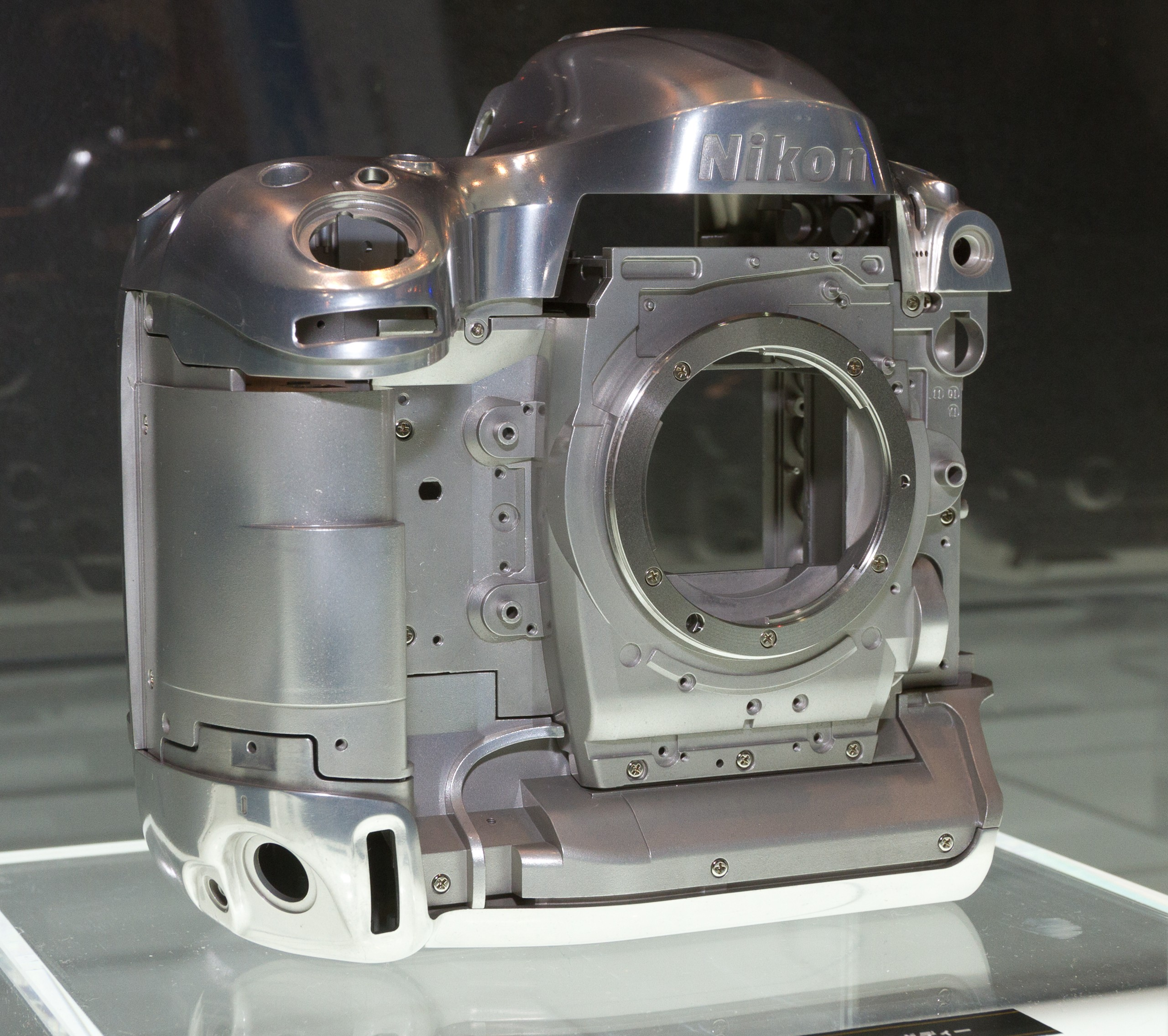
マグネシウム合金製の一眼レフカメラのボディ

マグネシウム合金（マグネシウムごうきん）は、マグネシウムを主成分とする合金である。エレクトロン、ダウメタルとも呼ばれる。
鉄などの「重い」金属が利用されていた多くの分野で、部品をマグネシウムに置き換えて軽量化することにより、省エネルギーや事故防止、使用感や安全性の向上などが可能となった。プラスチックと比べてリサイクルしやすいのも利点である。これはアルミニウム合金とも共通する事柄であるため、コストや研究の面である種の競合が起こっている。
マグネシウムは六方最密充填構造（HCP）を持ち、室温付近では{0001}面における底面すべりと{10-12} 面における双晶変形が生じやすいが、その他の塑性変形機構は生じにくい。この結晶構造に起因する変形異方性が原因で、再結晶温度以下での成形となる冷間加工はほとんど不可能であり、圧入鋳造成形（ダイカスト）、半溶解状態での射出成形（チクソモールディング）、鍛造とプレス加工を合わせた成形（プレスフォージング法）などが用いられている。2005年の資料によると、これらのシェアは60%、35%、5%程度となっている。
旋盤加工時等のマグネシウム合金の切屑は引火すると高温で燃え、燃焼時に水をかけると爆発する危険性があるために、一般的な消火器では消火できない。切粉はまめに清掃し不燃質の蓋のできる容器に収め、消火用の乾燥砂（簡易消火用具参照）を準備する等、細心の注意を払う必要がある。ただし近年になって不燃性のマグネシウム合金が開発されたため、この欠点が大きく解決する可能性がある。

## 特徴
- 軽量であり、他の金属材料からの軽量化だけでなく、プラスチックから高強度化する方向での利用も可能。
- 純粋なマグネシウムは内部損失が大きいため振動や衝撃を吸収しやすいが、合金にすると内部損失(内部摩擦)は大きく低下する。
- 電磁波遮蔽能が高い[注釈 1]。
- 天然資源が豊富で、リサイクル性にもすぐれている。

といったことから、近年では特に携帯用電子機器やカメラなどの筐体に用いられている（2004年現在）。

## 規格
ASTMが一般に使用される。マグネシウムに関する JIS 規格は ASTM 準拠である。

## 合金成分
マグネシウム合金の添加元素として最も基本的なものはアルミニウムと亜鉛である。この2種を含むマグネシウム合金は、ASTMの定めるAZ（Aはアルミ、Zは亜鉛を表す）から始まる呼称で呼ばれる。通常のマグネシウム合金は燃焼しやすいが、カルシウムを数%添加して燃焼開始温度を200〜300℃上昇させた難燃性マグネシウム合金も開発されている。さらに2012年4月熊本大学先進マグネシウム国際研究センターが、Mgの沸点を超える発火温度1105℃および機械的強さ460MPaを持つ不燃性高強度マグネシウム合金「KUMADAI不燃マグネシウム合金（Mg-10%Al-5%Ca 合金）」を開発している。アルミニウムを3%、亜鉛を1%添加したAZ31合金は比較的塑性加工しやすいため、主に圧延や押出加工で製品が製造されている。一方、アルミニウムを9%、亜鉛を1%添加したAZ91合金は、鋳造・ダイカスト・チクソモールディングなどの溶融加工法に用いられている。また、耐熱性や機械的性質の向上のため、少量の希土類元素を添加した合金も開発されている。
結晶構造を変形しやすい体心立方晶にする目的と、さらなる軽量化を狙い、原子量の小さいLiを用いたMg-Li基合金も開発されている。現在 ASTM で規格化されているものは LA141 （Mg-14%Li-1%Al 合金）だけであるが、ラボレベルではLiを37%含有する合金が開発されている。この合金の密度は0.96 Mg/m3であり、水よりも軽い。

## 他の材料との比較

### 利点
- 同じ軽合金に分類されるアルミニウム合金と比較すると、アルミは密度2.7 Mg/m3で、ヤング率が70 GPaであるのに対して、マグネシウムは1.74 Mg/m3で42 GPaである。つまり、マグネシウム基合金の方が比強度においてはやや劣るわけだが、軽量部材への展開が期待される。
- アルミニウムと比較して切削性は良く、加工しやすい。

### 欠点
- 水、アルコール、各種酸と反応する。つまり耐腐蝕性が低い。
- 室温域での変形能が低い。特に、工業部材製造に一般的に用いられるプレス加工や絞り加工が室温域ではほぼ不可能である。
- 切削で生じた切粉が非常に燃えやすい。発火時に水で消火を試みると水素爆発する。
- 切粉を水中に投入すると水素を発生する。滞留した場合には爆発する可能性もある。

## 実用例
- 航空機
  - 小型飛行機のホイール
  - ジェットエンジンのギアボックスハウジング
- 自動車
  - スポーツカー、レースカーのホイール
  - オイルパン
  - シリンダヘッドヘッドカバー
  - 自動変速機ミッションケース
  - ステアリングホイール芯金
  - エンジンブロック（フォルクスワーゲン初代ビートルなど）
- 自転車
  - フレーム、リム、ペダル等、軽量化を要する部品一般
- コンピュータ
  - ノートパソコンの筐体
  - NeXTcubeの筐体
- 兵器
  - エレクトロン焼夷弾
- カメラ
  - ボディ